# Лівий комунізм
Лівий комунізм — це позиція лівого крила комунізму, яка критикує політичні ідеї та практики, що підтримуються марксистами-леніністами та соціал-демократами. Ліві комуністи відстоюють погляди, які вони вважають істинно марксистськими, на противагу позиціям марксизму-ленінізму, підтримуваних Комуністичним Інтернаціоналом після його більшовизації Йосипом Сталіним і під час його другого конгресу.

Логотип Італійської соціалістичної партії (1919), що поділяє принципи лівого комунізму

Загалом існують дві течії лівого комунізму, а саме італійська та голландсько-німецька. Комуністична лівиця в Італії була сформована під час Першої світової війни у таких організаціях, як Італійська соціалістична партія та Комуністична партія Італії. Італійські ліві вважають себе леніністами за своєю природою, але засуджують марксизм-ленінізм як форму буржуазного опортунізму, що матеріалізувалась у Радянському Союзі за Сталіна. Італійські ліві зараз представлені в таких організаціях, як Інтернаціоналістична комуністична партія та Міжнародна комуністична партія. Голландсько-німецькі ліві відокремилися від Володимира Леніна ще до початку правління Сталіна і твердо підтримують комуністичну та лібертарну марксистську точку зору, на відміну від італійських лівих, які наголошували на необхідності міжнародної революційної партії.
Лівий комунізм відрізняється від більшості інших форм марксизму переконанням, що комуністи не повинні брати участь у демократичних парламентах, а деякі виступають проти участі у консервативних профспілках. Однак багато лівих комуністів розділилися з приводу своєї критики більшовиків. Ретекомуністи критикували більшовиків за елітарні партійні функції та наголошували на більш автономній організації робітничого класу без політичних партій.
Хоча Роза Люксембурґ була вбита в 1919 році до того, як лівий комунізм став окремою тенденцією, вона сильно вплинула на більшість лівих комуністів, як політично, так і теоретично. Серед прихильників лівого комунізму були Герман Ґортер, Антон Паннекук, Отто Рюле, Карл Корш, Амадео Бордіґа та Пауль Маттік. Конкретні течії, які можна назвати частиною лівого комунізму, включають бордиґізм і люксембурґіанство.